# گوریل (فیلم ۱۹۳۹)
گوریل (انگلیسی: The Gorilla) فیلمی در ژانر کمدی ترسناک به کارگردانی آلن دوان است که در سال ۱۹۳۹ منتشر شد.